# Nothobranchius janpapi
Nothobranchius janpapi är en art av årstidsfisk bland de äggläggande tandkarpar som lever i Kenya och Tanzania i Afrika. Hanarna kan bli upp till 4,5 cm långa, honorna något mindre. Artnamnet Nothobranchius janpapi är dessutom en synonym till arten Nothobranchius geminus, med vilken arten inte ska förväxlas.

## Upptäckt och taxonomi
Arten beskrevs vetenskapligt första gången år 1977 av den nederländske zoologen Wildekamp i tidskriften Das Aquarium, utgiven av Albrecht Philler Verlag. Arten är uppkallad efter nederländaren Jan Pap, som under sina resor 1975 i Östafrika var den som först fann och samlade in exemplar av arten. Det specimen som ligger till grund för den vetenskapliga beskrivningen insamlades i en cirka 10–15 meter bred och 70 centimeter djup vattensamling mellan floderna Ruvu och Kwazara, invid vägen mellan städerna Morogoro och Dar es-Salaam i östra Tanzania. Holotypen för det taxonet förvaras vid det belgiska Musée Royal de l'Afrique Centrale i Tervuren.

## Akvarieförhållanden
Som flertalet andra äggläggande tandkarpar kan arten hållas i 40–60-liters akvarium. Hannarna är aggressiva mot andra hanar av samma art. Arten bör hållas i så kallade artakvarium, men kan hållas tillsammans med andra lugna, tropiska och subtropiska fiskar med ungefär samma storlek. För att undvika korsningar bör man dock inte hålla dem samman med andra arter ur släktet Nothobranchius. Vattnet bör hålla en temperatur om 23–25 °C och vara neutralt eller ha ett svagt surt pH.

## Uppfödning
Till skillnad från flertalet andra årstidsfiskar gräver Nothobranchius janpapi sällan ner äggen i bottenmaterialet, utan leken sker var som helst i akvariet, även i öppet vatten. Efter leken behöver äggen en diapaus utan vatten för att överleva och utvecklas. Under denna period bör äggen förvaras i mycket lätt fuktat material – gärna torv – innan de åter läggs ner i vatten, och kläcks. Ägg av Nothobranchius janpapi utvecklas bäst om diapausen är omkring 2,5 månader lång, men äggen är livsdugliga ända upp till och med 7 månaders torrtid.